# Mexikos damlandslag i ishockey
Mexikos damlandslag i ishockey representerar Mexiko i ishockey på damsidan. Första landskampen spelades i Cuautitlán Izcalli den 18 februari år 2012 och förlorades med 0-1 mot Argentina.

### Fotnoter
1. ↑  ”Mex vs Nations” (på engelska). Nationalteamsoficehockey. Arkiverad från originalet den 23 april 2019. https://web.archive.org/web/20190423235147/https://www.nationalteamsoficehockey.com/wp-content/uploads/2019/04/Mexico-Women-Official-Results.pdf. Läst 30 mars 2015.